# Brett Gurewitz

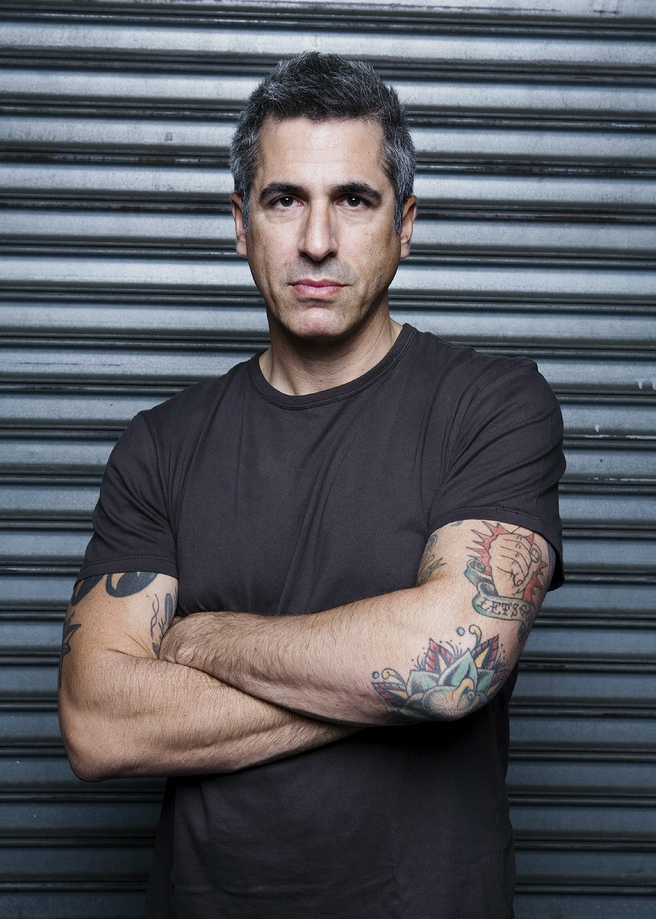
Brett Gurewitz (2007)

Brett W. Gurewitz alias Mr. Brett (* 12. Mai 1962 in Los Angeles, Kalifornien) ist ein US-amerikanischer Gitarrist der Punkrock-Band Bad Religion. Er ist Gründer und Besitzer des Independent-Labels Epitaph Records.

## Karriere
In Los Angeles gründete Gurewitz 1979 zusammen mit seinen High-School-Mitschülern Greg Graffin, Jay Bentley und Jay Ziskrout die Band Bad Religion, in der er Gitarrist und Songwriter ist und die bis heute eine Institution im Punkrock darstellt. 1994 verließ er wegen bandinternen Streitigkeiten die Band, um sich vollständig seinem Label zu widmen. Auch Probleme mit Drogen sollen eine Rolle gespielt haben. Er gründete eine neue Band namens Daredevils (unter anderem mit Josh Freese von den Vandals und dem später erfolgreichen Regisseur Gore Verbinski), die jedoch nicht mehr als die Single Hate You (1996) veröffentlichte. Für die Punkrock-Band NOFX arbeitete Gurewitz als Produzent für deren erste drei Studioalben Liberal Animation, S&M Airlines und Ribbed von 1988 bis 1991.
Nachdem er im Jahre 2000 für das Bad Religion-Album The New America wieder ein Lied mitschrieb (Believe It), kam Gurewitz 2001 schließlich zu seiner alten Band zurück, bei der er nun zwar wieder am Songwriting beteiligt ist, diese aber aufgrund der Arbeit mit seinem Label nicht regelmäßig auf Tour begleiten kann. Da Brian Baker als sein damaliger Ersatz im Bad-Religion-Lineup verblieb, konnten die Gitarrenparts jedoch auch live weiterhin problemlos umgesetzt werden. 2002 erschien, nun mit drei Gitarristen im Studio, das „Reunion“-Album The Process of Belief und im Jahre 2004 das hochpolitische Album The Empire Strikes First.
2003 gründete Gurewitz zusammen mit den Brüdern Atticus und Leopold Ross sowie Greg Puciato die Band Error, die überwiegend elektronische Musik veröffentlichte.

## Persönliches
Gurewitz ist leidenschaftlicher Schach-Spieler.